# Bojlij
Bojliji je znana prehrana za krape, ki si so jo izmislili ribiči. Vsak bojli je okrogle oblike, velikosti od 14 mm do 30 mm. Ribiči lahko izbirajo med veliko različnimi okusi. Bojlije proizvajajo podjetja, ki se ukvarjajo s krapolovom, tudi v Sloveniji. V bojliju so prisotne tudi sestavine kot so: jajčna lupina, različna semena, različna olja, različne moke... Veliko krapov se je že navadilo na prehranjevanje z bojlije in ribiči jih s posebnimi navezami tudi lovijo. Cena kvalitetnih bojlijev se giblje tudi do 13 EUR na kg.